# Poliția Militară Regală a Țărilor de Jos
Poliția Militară Regală a Olandei (neerlandeză Koninklijke Marechaussee, KMar) este una din cele patru arme ale Forțelor armate ale Olandei.  Acționează ca o jandarmerie — o forță militară care execută îndatoririle de pe timp de pace ale unei forțe civile de poliție.